# 4 Akogare My Star
Albums de Cute
3rd ~Love Escalation!~
(12 mars 2008) Shocking 5
(24 février 2010)
Compilations par Cute
Cute Nan Desu!
(18 nov. 2009)
Singles
1. Namida no Iro
Sortie : 23 avril 2008
2. Edo no Temari Uta II
Sortie : 30 juillet 2008
3. Forever Love
Sortie : 26 novembre 2008

4 Akogare My Star (④憧れ My STAR) est le quatrième album original du groupe de J-pop Cute, sorti en 2009.

## Présentation
L'album, écrit et produit par Tsunku (sauf le dernier titre), sort le 28 janvier 2009 au Japon sur le label zetima. Il atteint la 13e place du classement Oricon, et reste classé pendant trois semaines, se vendant à 13 724 exemplaires durant cette période. Il sort aussi en édition limitée au format CD+DVD avec une pochette différente et un DVD en supplément.
Il contient trois titres sortis précédemment en singles en 2008. Quatre des autres titres de l'album ne sont interprétés que par quelques membres ou en solo. C'est le dernier album de la formation à sept membres avec Kanna Arihara et Erika Umeda, qui quitteront le groupe respectivement en juillet et octobre 2009.

## Membres
- Maimi Yajima
- Erika Umeda
- Saki Nakajima
- Airi Suzuki
- Chisato Okai
- Mai Hagiwara
- Kanna Arihara

## Titres
CD
1. Akogare My Star (★憧れ My STAR★?)
2. One's Life (One's LIFE)  (chanté par Erika Umeda, Chisato Okai, Mai Hagiwara)
3. Yes! all my family  (chanté par Airi Suzuki)
4. Namida no Iro (涙の色?)
5. Aishiteru Aishiteru (愛してる 愛してる?)  (chanté par Saki Nakajima, Kanna Arihara)
6. Seishun Song (青春ソング?)  (chanté par Maimi Yajima)
7. Big dreams
8. Shines (SHINES)
9. Yakusoku wa Toku ni Shinai wa (約束は特にしないわ?)
10. Forever Love (FOREVER LOVE)
11. Edo no Temari Uta II (江戸の手毬唄II?)

DVD de l'édition limitée
1. °C-ute Interviewer ni Chôsen! (℃-ute インタビュアーに挑戦!?)
2. Jacket (...) Making + Kyôfu no Hako (ジャケット撮影メイキング + 恐怖の箱?)
3. Cutie Girls Kiki Ippatsu (キューティーガールズ危機一髪?)
4. Ending (エンディング?)